# Vila Inah
A Vila Inah é um bairro nobre da zona oeste da cidade de São Paulo, Brasil. Foi loteado pela Cia City, a mesma que loteou os bairros:  Alto de Pinheiros, Butantã, Cidade Jardim, Jardim América e Jardim Guedala. Forma parte do distrito da cidade conhecido como Vila Sônia. Administrada pela Subprefeitura do Butantã. . O Bairro localiza-se próximo das Avenidas Jorge João Saad e Francisco Morato, e também da Estação São Paulo-Morumbi e Estádio Cícero Pompeu de Toledo. 